# 172 هـ
172 هـ هي سنة في التقويم الهجري امتدت مقابلةً في التقويم الميلادي بين سنتي 788 و789.

## مواليد
- الزبير بن بكار
- محمد بن يحيى الذهلي

## وفيات
- مهدي بن ميمون
- عبد الرحمن الداخل